# 远景能源
远景能源是一个总部位于上海，制造风力发电机整机并提供能源管理软件的企业，是中国大陆第二、全球第四的风电整机商。

## 历史
2007年，远景能源由张雷在中国东部的江苏江阴创立。张雷具有金融背景，被《中国日报》评为2014年中国十大创新者。公司自2009年开始全面运营。
2013年，远景能源在智利中部的Ucuquer风电场安装了五台110米风轮直径2.1兆瓦风力发电机。远景能源还与美国开发商Pattern Energy的下属企业大西洋电力公司在俄克拉荷马州的Canadian Hills风电场签署了软件合同。
2014年，远景能源与新西兰基础设施基金管理公司Infratil合作，在新西兰基督城建设智能基础设施。
2015年，远景能源在伦敦设立办事处，处理欧洲、中东和非洲的业务。在瑞典埃斯基尔斯蒂纳附近购买的一个25兆瓦陆上风电项目是其进入欧洲市场的标志。 同年，远景能源还收购了ViveEnergia在墨西哥的600兆瓦风能项目。

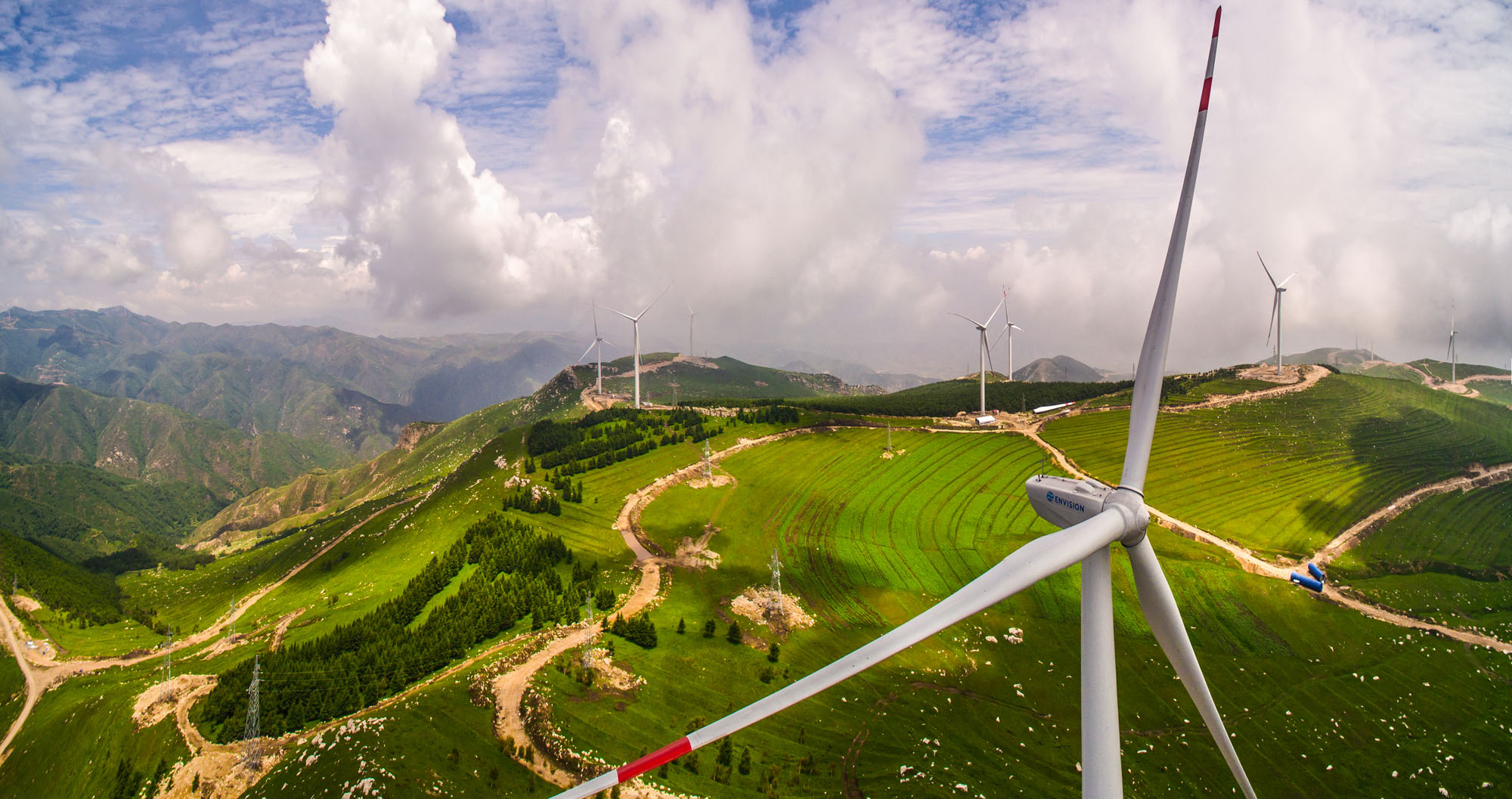
位于山西省的远景风电场全景图

2016年初，远景能源在德国汉堡成立了一个新的运营办公室，此办公室为位于欧洲国家的国际客户提供服务，同时在美国科罗拉多州博尔德开设的全球风机叶片创新中心将在美国领衔风机叶片研发设计。远景在智利的Ucuquer风电场项目已入围美洲开发银行的360° 2016基础设施奖的最终名单。该公司还与Enemalta、上海电力和Vestigo一同对黑山的可再生能源项目发起了新的投资。目前，远景能源正安排于2016年3月底前完成安装在智利内格雷特的La Esperanza风电场的另外5台风力发电机。
2018年，日产汽车与远景能源达成最终协议，将日产的电池业务和生产设施出售给远景，远景集团主导组建的电池产业基金正式完成对日产汽车旗下电池业务AESC（Automotive Energy Supply Corporation）收购。国际评级机构惠誉在2019年2月的报告认为，中期而言，AESC不会为远景能源的盈利做出重大贡献，因此将该公司评级列入负面评级观察名单。
同一年，远景能源入主参加電動方程式锦标赛的维珍车队，并于2021年11月1日宣布完全收购车队，更名为“远景车队”。

## 企业活动

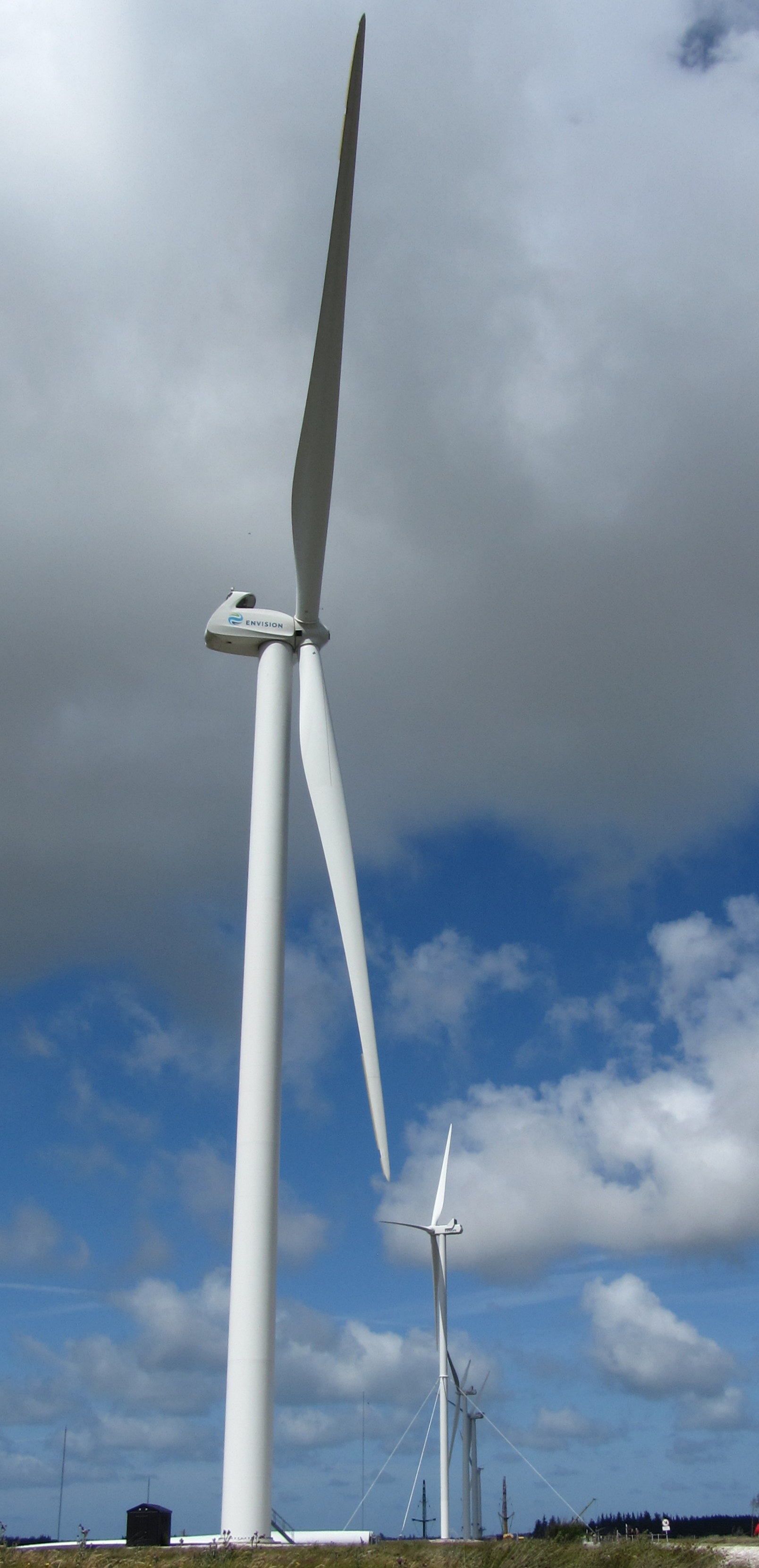
位于Østerild风电测试场的远景能源3兆瓦风力发电机，摄于2017年。

远景能源的研发部门由位于总部上海、江阴工厂复合体和由40名风力发电技术工程师组成的丹麦锡尔克堡的创新中心构成。远景能源在日本大阪设有电池储能研发中心，在美国休斯顿设有云服务中心，在加州硅谷设有数字创新中心。该公司已在全球安装了2,400多台风力涡轮机。它还为北美、欧洲、拉丁美洲和中国的6,000多台风力发电机提供了软件。
据中国风能协会统计，2018年，中国风电市场新增装机容量2114万千瓦，其中远景能源新增装机达到418.05万千瓦，市场份额达到19.77%，为中国大陆第二大风电整机商。
据彭博新能源财经，2020年远景能源在全球风力发电机供应商中排名第四。另外，远景能源位列中国企业联合会、中国企业家协会发布的“2020中国企业500强”榜单的第488名。